# 阪急電鐵
阪急電鐵股份有限公司（日语：／ Hankyū Dentetsu */?），簡稱阪急電鐵或阪急，是日本的一家私营铁路公司以及大手私鐵，為阪急阪神控股集團的子公司，屬於阪急阪神東寶集團。阪急電鐵旗下的列車主要穿梭於大阪梅田、神戶、寶塚、京都。
本社事務所位於大阪府大阪市北區，登記上本店所在地在大阪府池田市榮町1番1号。平均使用人數為195萬人/日，營業里程達到146.6km，是代表關西的大手私鐵之一。該公司還經營由純女性組成的劇團「寶塚歌劇團」。

## 歷史
- 1907年，阪急阪神股份公司的前身，箕面有馬電氣軌道股份有限公司（箕面有馬電気軌道）成立。創建者為小林一三。
- 1910年3月10日，箕面有馬電車軌道開始運行。路線為梅田至寶塚(寶塚本線)和茨木至箕面(阪急箕面線)。

在神户的发展
- 1918年2月4日，箕面有馬電氣軌道有限公司更名為阪神急行電鐵有限公司。
- 1920年7月16日，神戶線中十三至神户線和伊丹線開始運行。

現代
- 2025年4月1日，阪急電鐵與阪神電鐵共同將列車運行及各站使用的電力全部轉換成由可再生能源所產生的電力，以達成淨零排放的目標[1][2][3][4][5]。

## 路線列表
阪急營運的所有路線均為1435mm標準軌、1500伏特直流電架空電車線。
| 路線顏色           | 路線記號 | 中文線名   | 日文線名 | 起點                  | 終點                | 距離（公里） |
| ------------------ | -------- | ---------- | -------- | --------------------- | ------------------- | ------------ |
| 港都神戶的大海藍色 | HK       | 神戶本線   |          | 大阪梅田（HK-01）     | 神戶三宮（HK-16）   | 32.3         |
| 港都神戶的大海藍色 | HK       | 神戶高速線 |          | 神戶三宮（HK-16）     | 新開地（HS 36）     | 2.8          |
| 港都神戶的大海藍色 | HK       | 伊丹線     |          | 塚口（HK-06）         | 伊丹（HK-20）       | 3.1          |
| 港都神戶的大海藍色 | HK       | 今津線     |          | 寶塚（HK-56）         | 今津（HK-21）       | 9.3          |
| 港都神戶的大海藍色 | HK       | 甲陽線     |          | 夙川（HK-06）         | 甲陽園（HK-30）     | 2.2          |
| 箕面的紅葉橘色     | HK       | 寶塚本線   |          | 大阪梅田（HK-01）     | 寶塚（HK-56）       | 24.5         |
| 箕面的紅葉橘色     | HK       | 箕面線     |          | 石橋阪大前（HK-48）   | 箕面（HK-59）       | 4.0          |
| 古都京都的樹木綠色 | HK       | 京都本線   |          | 大阪梅田（HK-01）     | 京都河原町（HK-86） | 45.3         |
| 古都京都的樹木綠色 | HK       | 千里線     |          | 天神橋筋六丁目（K11） | 北千里（HK-95）     | 13.6         |
| 古都京都的樹木綠色 | HK       | 嵐山線     |          | 桂（HK-81）           | 嵐山（HK-98）       | 4.1          |

### 線路特征
阪急線上幾乎沒有隧道。受工期和成本，以及明治大正時代的土木工程技術危險性高的影响，因此有意避免隧道建設。寶塚線因避開隧道路段而變成了一條多彎道的路線。此外，神戶線的住吉川周邊地區在1938年阪神洪水中遭受了嚴重破壞。因此增高了住吉川的河床和堤岸，但即使在那個時候也沒有開挖隧道，而是通过跨越住吉川的方式复旧，导致了陡峭的斜坡。即使是現在，除第二种铁道事业区间（神戶高速線）以外，全线仅有3條隧道，其中两条为京都本線西院 - 京都河原町間与千里線天神橋筋六丁目附近的地下区间入口，拥有出入口的纯粹的隧道仅有千里線南千里 - 山田間的千里隧道一条而已。不过，直通运营的能勢電鐵有为数众多的隧道。
除此之外还具有以下特征：
- 它是關西地區唯一在大阪中央區沒有自己的線路的大手私铁。不过京都本線和千里線与穿過该區的地下鐵堺筋線存在直通。

- 它是關西地區唯一与京都、大阪、神戶三城的地下铁事业者（京都市營地下鐵、大阪市高速電氣軌道、神戶市營地下鐵）均存在換乘站的大手私铁。

### 廢止路綫
- 北野線（日语：阪急北野線）：梅田-北野（日语：北野駅_(大阪府)）（1949年1月1日休止）

- 上筒井線（日语：阪急上筒井線）：西灘-上筒井（日语：上筒井駅）（1940年5月20日废止）

- 神戶高速線：新開地-西代（阪急作为第二种事业者运营列车，神户高速铁道作為第三种事业者保有线路等設施。2009年起营业休止，2010年10月1日废止。但線路本身並未廢除，而是以阪神电铁作为唯一的第二种事业者运营[6]）。

## 车辆

### 现有车辆
阪急電鐵的載客車輛外觀塗色從1951年至今均為栗色，部份車型的車頂邊緣為象牙白，在關西地區的多家鐵路公司之中顯得獨樹一格。原本在導入8000系與9300系的時候要改為橘色塗裝，但遭到乘客與公司內部的反對而維持傳統的栗色。

#### 神户线・宝塚线

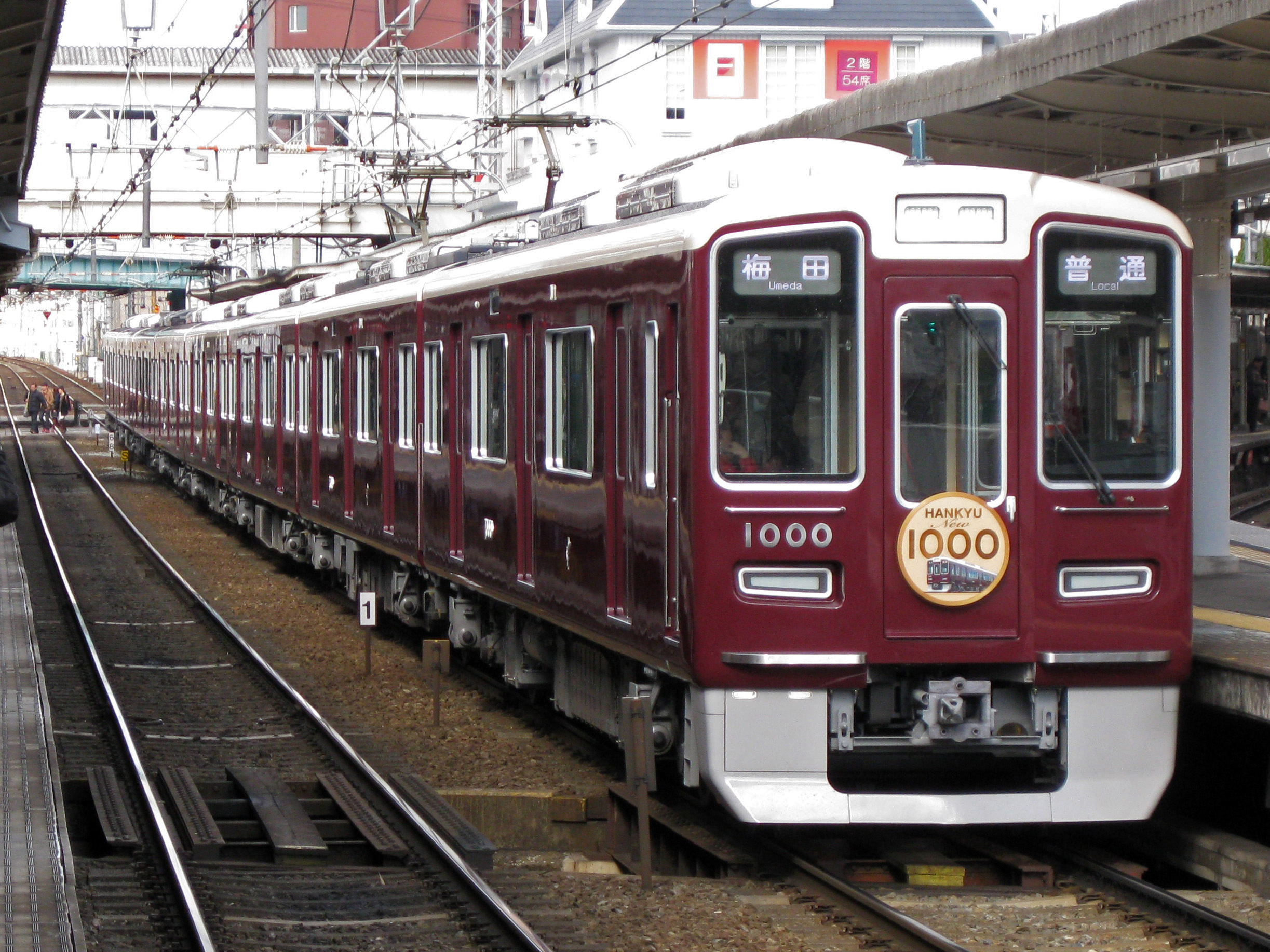
第二代1000系在十三站

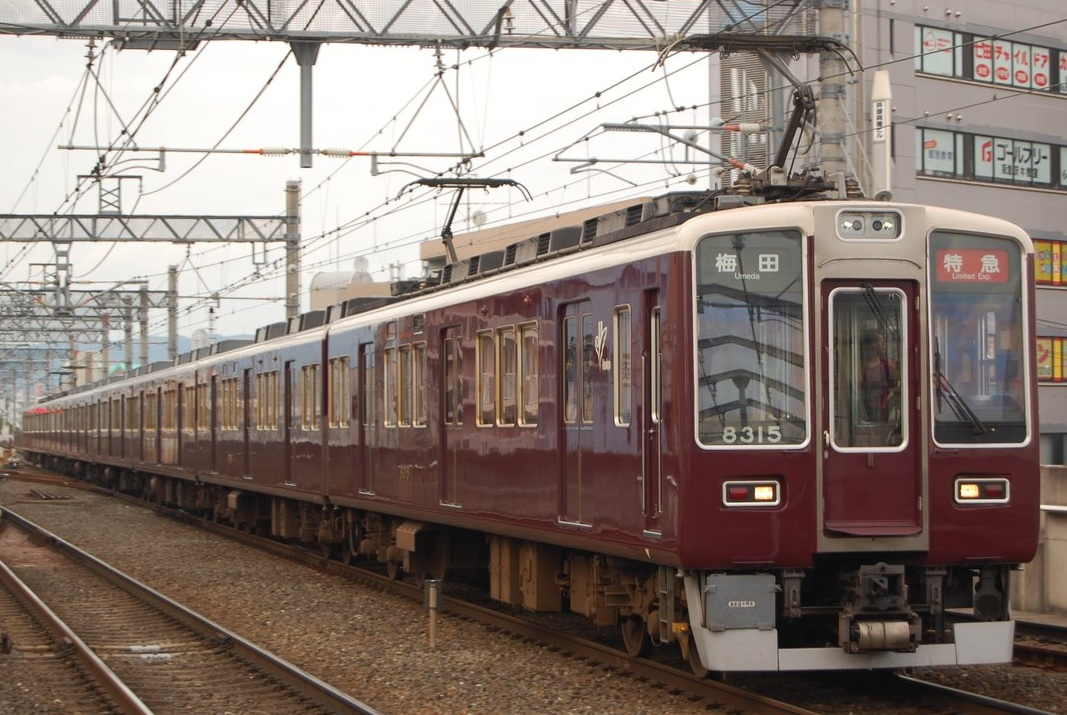
8300系在阪急电铁大阪梅田站

- 2000系（2代）
- 1000系（2代）
- 9000系
- 8200系（日语：阪急8200系電車）
- 8000系
- 7000系（日语：阪急7000系電車）
- 6000系（日语：阪急6000系電車）（部分转予能势电铁[7]）
- 5100系（日语：阪急5100系電車）（部分转予能势电铁[8]）
- 5000系（日语：阪急5000系電車）
- 3100系（日语：阪急3000系電車）（部分转予能势电铁）
- 3000系（日语：阪急3000系電車）
- 2000系（日语：阪急2000系電車）（逐步退役，部分转予能势电铁）

#### 京都线
- 2300系（2代）
- 1300系（2代）
- 9300系
- 8300系（日语：阪急8300系電車）
- 7300系（日语：阪急7300系電車）
- 6300系（日语：阪急6300系電車）
- 5300系（日语：阪急5300系電車）
- 3300系（日语：阪急3300系電車）

#### 救援车
- 4050型（日语：阪急4050形電車）

## 相關事項
- 阪急神寶線:阪急神戶本線和阪急寶塚本線簡稱。

## 外部連結
- 阪急電鐵｜阪急電車情報
- 阪急電鐵株式會社 會社情報 （页面存档备份，存于）